# Luigi Piantanida
Luigi Piantanida (1770) è stato un giurista italiano.

Della giurisprudenza marittima-commerciale, 1806
(Fondazione Mansutti, Milano).

Fu avvocato a Milano e uno dei sostenitori di Napoleone, a cui dedicò il suo trattato Della giurisprudenza marittima-commerciale antica e moderna. L'opera è molto approfondita e si occupa del diritto marittimo sia sul piano nazionale, sia su quello internazionale. Ne esiste una traduzione in francese, però inedita, di J. Brunet realizzata a Parigi nel 1809.